# Emil Karl Frey
Emil Karl Frey (* 27. Juli 1888 in Kaufbeuren; † 6. August 1977 in Gmund am Tegernsee) war ein deutscher Chirurg und Hochschullehrer in Düsseldorf und München. Er gehörte zu den Pionieren der Lungenchirurgie.

## Leben
Als Sohn eines Bankiers besuchte Emil Frey das humanistische Wilhelmsgymnasium München (Abitur 1907). Er studierte an der Ludwig-Maximilians-Universität München und der Christian-Albrechts-Universität zu Kiel Medizin. Nach Staatsexamen und Promotion im Frühjahr 1913 widmete er sich zunächst der Pathologie und der Inneren Medizin. Als Sanitätsoffizier (Stabsarzt) im Ersten Weltkrieg schlug er eine geschlossene Behandlung schädelverletzter Soldaten vor, die bald allgemeine Anerkennung fand.
Seine chirurgische Ausbildung begann Frey nach dem Krieg an der Chirurgischen Universitätsklinik München. Unter Ferdinand Sauerbruch war sie die weltweit führende Klinik für Thoraxchirurgie. Sie wurde auch Freys Spezialgebiet, dem er zahlreiche wissenschaftliche Publikationen widmete. 1924 habilitierte er sich bei Sauerbruch und wurde Privatdozent für Chirurgie. Als eben ernannter außerordentlicher Professor ging er 1927 mit Sauerbruch an die Charité, wo er den gefäßerweiternden körpereigenen Wirkstoff Kallikrein (das „Herz-Hormon“ Padutin), entdeckte, worüber er mit Heinrich Kraut publizierte.
1930 folgte er dem Ruf als ordentlicher Professor und Nachfolger von Hans von Haberer an die Medizinische Akademie Düsseldorf. Dort gelangen ihm schon bald beiderseitige Lungeneingriffe, 1938 der weltweit erste Verschluss eines Ductus arteriosus Botalli und erstmals die Korrektur einer Skoliose durch Entfernung eines Keilwirbels. Frey beantragte 1933 die Aufnahme die NSDAP, wurde 1934 aber abgelehnt, sein Aufnahmeantrag vom 28. Juni 1939 führte dann zu seiner Aufnahme in die Partei zum 1. Juli desselben Jahres (Mitgliedsnummer 7.231.789). Von 1939 bis 1943 war er Rektor der Akademie. Frey war im Zweiten Weltkrieg als Oberfeldarzt Beratender Chirurg der Wehrmacht. Er gehörte ab August 1942 dem Wissenschaftlichen Senat des Heeressanitätswesens an. Bei dem Bevollmächtigten für das Gesundheitswesen Karl Brandt war er 1944 Angehöriger des wissenschaftlichen Beirates. Freys Schüler Max Madlener war in Düsseldorf sein Vertreter und Nachfolger. Er half ihm auch als Sanitätsoffizier bei der Wehrmacht. Weitere Schüler Freys waren Karl Vossschulte (in Düsseldorf und München, später Chirurg in Gießen) und Otto Wustmann (Königsberg, Worms). 1943 wurde Frey Direktor der Chirurgischen Universitätsklinik München und Lehrstuhlinhaber ebenda. Nach den Bombenangriffen großenteils nach Tegernsee ausgelagert, wurde die Klinik im Dezember 1944 völlig zerstört. Ihrem Wiederaufbau widmete Frey die letzten Jahre seiner Amtszeit. 1959 wurde er emeritiert.
Freys  biochemische Forschungen waren Ausgangspunkt der modernen Peptidasenforschung. So hielt Adolf Butenandt die Laudatio auf Frey, als er 1975 in den Orden Pour le Mérite aufgenommen wurde.

## Porträt
- 1948 Bronzegussplakette, hochovalförmig, 127:114 mm. Medailleur: Heinrich Moshage. Rückseite in neun Zeilen: SEINEM VEREHRTEN LEHRER PROF. DR. E.K. FREY ZUM 60. GEBURTSTAG IN DANKBARKEIT GEWIDMET VON SEINEM SCHÜLER K.H. 27.VIII.1948

## Veröffentlichungen (Auswahl)
- mit Heinrich Kraut: Über einen von der Nieren ausgeschiedenen, die Herztätigkeit anregenden Stoff. In: Hoppe Seylers Zeitschrift für physiologische Chemie. Band 157, 1926, Heft 1–3.
- Über die therapeutische Verwendbarkeit des Kreislaufhormons. In: Archiv für klinische Chirurgie. 1929, S. 399.
- mit L. Durschl: Der Kardiospasmus. In: Ergebnisse der Chirurgie und Orthopädie. Band 29, 1936, S. 635 ff.
- Die Chirurgie des Herzens. Enke, Stuttgart 1939 (= Neue Deutsche Chirurgie. Band 61).
- mit Heinrich Kraut und Eugen Werle: Kallikrein (Padutin). Stuttgart 1950.
- Niertentätigkeit und Wasserhaushalt. Springer Verlag, 1951.
- mit Walter Hartenbach und F. Schultz: Depot-Padutin und seine therapeutische Verwendbarkeit. In: Münchener Medizinische Wochenschrift. Band 95, Nr. 1, 2. Januar 1953, S. 11–15.
- Zur Therapie der Pankreatitis. In: Therapiewoche. 4, 1953, S. 323 ff.
- Chirurgie, Forschung und Leben. Gräfelfing 1974.

## Ehrungen
- Kriegsverdienstkreuz (1939) 2. Klasse mit Schwertern (1. Oktober 1940)
- Wiederholungsspange zum Eisernen Kreuz 2. Klasse (11. August 1941)
- Kriegsverdienstkreuz 1. Klasse mit Schwertern (25. Oktober 1941)
- Wahl in die Deutsche Akademie der Naturforscher Leopoldina (1952)
- Bayerischer Verdienstorden (1959)
- Verdienstorden der Bundesrepublik Deutschland, Großes Bundesverdienstkreuz mit Stern (1975)
- Pour le Mérite (1975)
- Benennung der Emil-Karl-Frey-Medaille